# Janez Žakelj
Janez Žakelj, mikrobiolog in politik, 26. november 1964.
Trenutno je poslanec Nove Slovenije v Državnem zboru RS.
Po akademskem nazivu je magister znanosti.
Služboval je kot diplomatski predstavnik- ekonomski svetovalec na slovenskem velposlaništvu na Kitajskem. 

## Politika

### Poslanec državnega zbora
Na državnozborskih volitvah 2022 je bil na listi Nove Slovenije izvoljen za poslanca. V okraju Škofja Loka II je prejel 1319 glasov podpore.

#### Delovna telesa
- Odbor za infrastrukturo (član)
- Odbor za zadeve Evropske unije (član)
- Preiskovalna komisija o ugotavljanju politične odgovornosti nosilcev javnih funkcij zaradi domnevnega nezakonitega financiranja političnih strank in strankarske politične propagande v medijih pred in med volitvami poslancev v Državni zbor leta 2022 s finančnimi sredstvi podjetij v državni lasti, državnih institucij ter subjektov iz tujine (namestnik člana)

#### Mednarodna dejavnost
- Delegacija Državnega zbora v Parlamentarni skupščini Organizacije za varnost in sodelovanje v Evropi (član)

### Državni sekretar na Ministrstvu za obrambo
Leta 2021 je bil imenovan za državnega sekretarja na Ministrstvu za obrambo pod vodstvom tedanjega ministra Mateja Tonina v 14. vladi Republike Slovenije.

### Župan občine Žiri
Župan občine Žiri Janez Žakelj je na volitvah v Državni zbor Republike Slovenije, 24. aprila 2022, bil izvoljen za poslanca 9. državnega zbora RS. Na podlagi 11. člena Zakona o poslancih županu v tem primeru z dnem konstituiranja Državnega zbora preneha mandat. Funkcijo župana občine Žiri je Janez Žakelj opravljal vse od leta 2010.